# Карпеев, Михаил Поликарпович
Михаил Поликарпович Карпеев (21 ноября 1922, Якимово, Чебоксарская волость, Чебоксарский уезд, Чувашская АО — 7 июня 2021, Харьков, Украина) — советский военный лётчик, участник Великой Отечественной войны. Герой Советского Союза (1945). Генерал-майор авиации (2005).

## Биография

### Происхождение
Михаил Поликарпович Карпеев родился 21 ноября 1922 года в деревне Якимово Чебоксарской волости Чебоксарского уезда (ныне — в черте города Чебоксары). В 1940 году окончил десять классов школы № 4, расположенной на улице Ярославской, а также аэроклуб в Чебоксарах.

### Военная служба
В октябре того же года Карпеев был призван на службу в Красную Армию. В августе 1941 года окончил ускоренный курс Свердловской военной авиационной школы пилотов. С ноября 1941 года — на фронтах Великой Отечественной войны. Принимал участие в боях на Ленинградском, Сталинградском, Южном, 4-м Украинском и 3-м Белорусском фронтах. Участвовал в боях под Ленинградом, в феврале 1942 года был тяжело ранен.
К маю 1945 года гвардии лейтенант Михаил Карпеев был заместителем командира и одновременно штурманом авиационной эскадрильи 75-го гвардейского штурмового авиаполка (1-й гвардейской штурмовой авиадивизии, 1-й воздушной армии, 3-го Белорусского фронта). К тому времени он совершил 310 боевых вылетов на разведку, штурмовку и бомбардировку скоплений боевой техники и живой силы противника, доставку грузов и осуществление связи.
Указом Президиума Верховного Совета СССР от 29 июня 1945 года за «произведённые 310 боевых вылетов и проявленные при этом мужество, героизм, отвагу и доблесть» гвардии лейтенант Михаил Карпеев был удостоен высокого звания Героя Советского Союза с вручением ордена Ленина за номером 55021 и медали «Золотая Звезда» за номером 8727.
После окончания войны Карпеев продолжил службу в Советской армии. В 1946 году он окончил курсы повышения квалификации командиров эскадрилий, в 1952 году — Военно-воздушную академию. С мая того же года Карпеев занимал должность заместителя начальника учебно-лётной подготовки Качинского военного авиационного училища лётчиков, а с мая 1960 года — начальника учебно-лётного отдела Харьковского высшего военного авиационного училища лётчиков. 
В 1962—1966 годах был в специальной командировке в Афганистане. После возвращения Карпеев руководил кафедрой тактики ВВС в Харьковской высшем военном авиационном училище лётчиков.
В апреле 1978 года в звании полковника уволен в запас.

### После службы
Жил в Харькове. С 1979 по 1993 год работал старшим инженером на Харьковском тракторном заводе. Занимался общественной деятельностью. В 2005 году ему присвоено звание генерал-майора авиации ВС Украины.
Умер 7 июня 2021 года в Харькове. Был последним Героем Советского Союза, жившим в Украине; последним из Героев Советского Союза — уроженцев Чувашской Республики. Похоронен 9 июня на кладбище посёлка Рогань Харьковского района Харьковской области.

## Награды
- Медаль Героя Советского Союза «Золотая Звезда»
- Орден Ленина
- Два ордена Красного Знамени,
- Орден Отечественной войны I степени,
- Орден Александра Невского,
- Орден Отечественной войны I степени (1985, юбилейный),
- Орден Красной Звезды,
- Орден «За службу Родине в Вооружённых Силах СССР» 3-й степени;
- Почётный железнодорожник[3].

- украинский орден Богдана Хмельницкого III степени;

- медали СССР, РФ и Украины.
- Почётный гражданин Харькова.